# Elección legislativa de Francia de 1815
Las elecciones legislativas de Francia de 1815, las primeras de la Restauración borbónica, se realizaron el  18 y 28 de agosto de 1815.
Los diputados fueron elegidos utilizando sufragio censitario. Se utilizó el sistema de segunda vuelta, siendo tres quintas partes elegidas el 14 y 28 de agosto, donde solo votaron los ciudadanos que pagaban más impuestos 
Por la preponderancia de elementos ultra realistas, La legislatura fue disuelta, el 5 de septiembre de 1816.

## Resultados
| Partido | Partido         | Estaños |
| ------- | --------------- | ------- |
|         | Ultra realistas | 350     |
|         | Doctrinarios    | 50      |

- Datos: Q1140879